# CD94
CD94 (synonym Natural killer cells antigen CD94) ist ein Oberflächenprotein aus der Gruppe der killer cell lectin-like receptors.

## Eigenschaften
CD94 wird von NK-Zellen und manchen Subtypen von zytotoxischen T-Zellen gebildet. Es bildet mit einem Vertreter aus der NKG2-Familie ein Heterodimer und ist dann der Rezeptor zur Erkennung, ob benachbarte Zellen bestimmte HLA-E-Moleküle auf ihrer Oberfläche aufweisen und dadurch als 'Selbst' erkannt werden. Dies erfolgt nach der Missing-self-Hypothese. Dadurch können körperfremde Zellen (und die körpereigenen Tumorzellen ohne HLA-E) aufgrund des Fehlens von HLA-E erkannt werden und eine Immunantwort gegen sie ausgelöst werden. CD94 ist verantwortlich für die Erkennung von Tumorzellen ohne HLA-E, die aufgrund ihres Ursprungs generell wenige Antigene für eine adaptive Immunantwort aufweisen. Weiterhin bindet CD94 an KLRC2. CD94 ist glykosyliert, ein Typ-II-Membranprotein und ein Lektin. Von CD94 werden verschiedene Isoformen gebildet. Die Rücknahme des CD94 von der Zellmembran erfolgt vermutlich durch Makropinozytose.